# Mulao
I Mulao (o anche Mulam, in cinese 仫佬族; in Pinyin: Mùlǎo zú) sono un gruppo etnico facente parte dei 56 gruppi etnici riconosciuti ufficialmente dalla Repubblica Popolare Cinese. Con una popolazione di 207 352, l'80% dei Mulao vive nella contea autonoma dello Luocheng nella regione autonoma dello Guanxi Zhuang, altri, invece, vivono nelle province dello Guizhou e Guangzhou.

## Origini
I Mulao, conosciuti anche come Mulan, sono discendenti delle antiche tribù Liao e Ling, abitanti della regione durante la Dinastia Jin (265-420 A.C.). Per molto tempo fu in vigore il sistema feudale in cui il Signore riscuoteva regolarmente le tasse sotto forma di prodotti agricoli, i quali consistevano, praticamente, nel 60% della produzione. Durante il periodo della Dinastia Ming e all'inizio della Dinastia Qing, I Mulam si distaccarono gradualmente dai Liao e Ling e cominciarono a formare un singolo gruppo etnico attorno al distretto dello Luocheng, nello Guangxi, fondato dall'Imperatore Jiajing durante la dinastia Qing. Secondo alcuni libri di storia e alcune leggende, durante le dinastie Ming e Qing, gente proveniente da altri gruppi si spostò in questa zona e cominciando ad integrarsi con i Mulam fino ad esserne assimilati. Per secoli i Mulao hanno cercato di preservare la propria etnia dall'essere sopraffatta dai dominanti gruppi di Han, Zhuang, Miao e Dong. Dopo il 1945 i Mulao passarono sotto il regime e molti di loro si arruolarono e combatterono a fianco dell'Armata Rossa Cinese contro le forze armate del Kuomintang. Dal 1949 il territorio venne poi liberato e i Mulao divennero parte del nuovo regime instaurato. Oggi pur nel centro principale della civilizzazione Mulao, ovvero il distretto del Luocheng, essi non vestono più i loro costumi tradizionali e molti di loro parlano il Mandarino come loro lingua madre.

## Lingua
I Mulam fanno parte della branca Dong-Shui, della famiglia linguistica Tai-kadai (o Daic). Essi, infatti, dividono alcune somiglianze lessicali per il 65% con i Dong e gli Zhuang. La lingua Mulao non ha consonanti occlusive. C'è un sistema di 11 vocali e si tratta di una lingua tonale con dieci toni. Sebbene la lingua Mulao sia parlata dalla maggior parte di essi, molti di loro sono bilingue o multilingue, parlando soprattutto Cinese, Zhuang e Dong. I Mulam hanno riutilizzato l'ortografia cinese per scrivere e leggere fin dalla Dinastia Ming (1368-1644). Oggigiorno, tuttavia, molti di loro parlano il Mandarino come propria lingua madre.

## Cultura e costumi

### Architettura
i Mulam si sono stanziati in villaggi vicino a montagne e fiumi. Le case tradizionali sono fatte di fango con un tetto di tegole. Prestano, inoltre, grande attenzione alla decorazione interna, la parte più alta della stanza centrale, ha solitamente bellissimi temi decorativi.

### Vestiti
I Mulao preferiscono il nero o il blu scuro per i loro vestiti. I vestiti tradizionali sia degli uomini che delle donne sono blu scuri o neri, cuciti a mano. Gli uomini normalmente vestono una giacca senza collo e abbottonata in fondo con dei pantaloni lunghi. Quando lavorano portano dei sandali ricavati dal bambu o dal lino. Le giovani donne vestono indumenti abbottonati sul lato destro e dei pantaloni, mentre le donne più anziane coprono il capo con cerchietti neri e portano un grembiule e delle scarpe strette con una forma che ricorda una barca, le cui punte sono decorate con fiori di tessuto o fatti a maglia.
Le giovani non sposate legano i propri capelli in una treccia e hanno una frangetta. Le donne, in generale, amano portare orecchini, collane, accessori per capelli e braccialetti.

### Cucina
L'alimento tipico dei Mulao è il riso. La carne deriva prevalentemente da maiali, mucche, polli e anatre, mentre è proibito mangiare carne di gatto e di serpente. Il loro cibo preferito è il riso glutinoso, infatti durante le festività si scambiano regali fatti con questo tipo di riso. Il piatto principale è lo “zongzi” (un cuscinetto di riso glutinoso). Alla gente piace anche il cibo acido e piccante, come la tradizionale verdura saltata “Mulams Pickle”, che ogni famiglia è tenuta a cucinare ogni anno per le festività.

### Musica
Le canzoni tradizionali dei Mulao esprimono la storia, la vita lavorativa, la felicità e l'amore. Sia gli anziani, che i giovani, uomini e donne, tutti possono cantare in stile antifonale. Quando le feste si avvicinano si può sentire musica dappertutto. Lo stile tradizionale delle canzoni è l'Impromptu e Changgutiao (canzoni delle storie antiche). La prima riguarda gli augurii, le congratulazioni e le lodi e solitamente vengono cantate ai matrimoni, mentre per quanto riguarda lo Changgutiao, si tratta di canzoni popolari che narrano di figure storiche e storie raffigurate

### Religione e festività
I Mulao non hanno una religione ben definita. Adorano molti Dei e allo stesso modo i loro antenati. Da questo derivano alcuni tabù e festività. Oltre alle feste in comune con gli Han, come la “Festa di Primavera” (capodanno cinese) e il giorno “Autunno Min”, i Mulao hanno delle proprie festività speciali. Tra le principali vi è lo “Yifan Festival” che si tiene ogni 3 anni con lo scopo di adorare gli dei ed esorcizzare il diavolo, portando felicità e sicurezza e per celebrare il buon raccolto. In questo giorno vengono sacrificati maiali e polli, cantate canzoni e si danza il ballo del dragone e si ascolta lo sciamano del villaggio recitare un sermone. Oltre a questo vi è il festival diretto ai giovani uomini e alle donne innamorate. Per questa festa gli uomini sono vestiti elegantemente e camminano in gruppo per sentieri cantando canzoni popolari e attraverso le canzoni cercano la loro anima gemella.

## Economia
L'economia dei Mulao è prevalentemente agricola e di allevamento. Le tecniche usate sono pressappoco le stesse utilizzate dagli Han e dagli Zhuang. Gli animali allevati sono buoi e bufali, ma anche cavalli. Circa il 60% della terra arida è stata occupata dalle risaie usando come fertilizzate il letame. I Mulam hanno un sistema di irrigazione abbastanza sviluppato. Nel passato ogni famiglia aveva la propria produzione di base. Non c'era una stretta divisione del lavoro, tuttavia l'aratura, il trasporto del letame e la trebbiatura erano tipici lavori degli uomini, mentre le donne si occupavano della semina e della cura della casa. Un'altra attività tipica era il raccolto di erbe medicinali, l'allevamento di bestiame, la lavorazione del ferro e la tessitura. Nel passato l'area dei Mulao era controllata da ricchi proprietari terrieri, soprattutto la parte più fertile, essi riscuotevano loro un affitto senza pagargli il lavoro. Oggi l'economia è basata ancora sulla produzione di riso, sull'estrazione di carbone che da lavoro a molti dei Mulao, tant'è che la città viene chiamata “città del carbone”, sulla forgiatura del ferro e la produzione della ceramica. Famosa è anche la predisposizione dei Mulao alla medicina, su cui hanno sviluppato delle proprie teorie e tecniche diventate famose e la “Mulao Medical Association” venne stabilita nel distretto.